# Gilet (Spagna)
Gilet è un comune spagnolo di 2 983 abitanti situato nella comunità autonoma Valenciana.